# Андреев, Александр Иванович
Алекса́ндр Ива́нович Андре́ев (23 января 1949, Ленинград) — российский историк, тибетолог, филолог, прозаик.

## Биографические сведения
Александр Иванович Андреев родился и вырос в Ленинграде, в семье военного журналиста Ивана Григорьевича Андреева (1916—2009), многолетнего сотрудника ленинградской газеты «На страже Родины».
Окончил филологическое отделение Ленинградского университета (1966—1972). В 1969—1970 годах работал переводчиком в Индии. В 1972—1975 годах изучал восточные языки (санскрит, хинди), посещал в качестве вольнослушателя занятия на кафедре индийской филологии на Восточном факультете того же университета.
В 1972—1981 годах преподавал на филологическом факультете Ленинградского университета, в ЛИТМО; в 1983—1984 годах — в Мичиганском и Индианском университетах (США), позднее участвовал в издательских и исследовательских проектах Ленинградского (Санкт-Петербургского) Фонда культуры «Исторические кладбища Петербурга» и «Русский некрополь в Стокгольме». Выступал с лекциями на историко-востоковедные темы: в Королевской академии искусств в Лондоне на выставке тибетского искусства («Wisdom and Compassion: The Sacred Art of Tibet»), в университетах Стокгольма, Уппсалы и Кембриджа (1993—1994).
В 1994—2018 годах работал в Санкт-Петербургском филиале Института истории естествознания и техники им. С. И. Вавилова РАН: старший научный сотрудник, с 2002 года — заведующий Мемориальным музеем-квартирой П. К. Козлова, с 2003 года — руководитель группы истории исследования Центральной Азии.
Доктор исторических наук, диссертацию защитил в Санкт-Петербургском университете по теме: «Тибет в политике царской, советской и постсоветской России» (28.12.2005).
Научные интересы: Центральная Азия (Монголия, Китай, Тибет), её исследования и исследователи; российско-монгольские и российско-тибетские связи (политические, экономические, культурные) в XVIII—XX веков; история буддизма и буддологических исследований в России, исследование жизни и творчества семьи Николая Рериха, петербургское краеведение.
Член Международной ассоциации тибетоведения. Специалист по истории культуры и религии Центральной Азии.
В 2020 году опубликовал сборник фантастических рассказов и сказок «Навстречу неведомым мирам». Главные темы рассказов – будущее человечества и контакты цивилизаций, земной и инопланетной. Эти произведения имеют философский подтекст и отсылки к буддийскому мифу о Шамбале – счастливой стране совершенных людей.
Автор 22 книг и более 100 публикаций на русском, английском и французском языках.

## Награды
Кавалер «Ордена Грифона» (2005), «Заслуженный работник культуры Республики Бурятия» (2006).

## Труды

### Книги
- Буддийская святыня Петрограда / The buddhist shrine of Petrograd. ЭкоАрт, Улан-Удэ, 1992. — 124 с. Буддийская святыня Петрограда. ЭкоАрт, 2001. — 128 с., 50 000 экз.
- От Байкала до священной Лхасы. Новые материалы о русских экспедициях в Центральную Азию в 1-й половине XX века (Бурятия, Монголия, Тибет). СПб. — Самара — Прага: Агни, 1997. — 338 с.
- Время Шамбалы. Оккультизм, наука и политика в Советской России. СПб.-М.: Нева — Олма-Пресс, 2002. — 383 с.; 2-е изд.: 2004.
- Soviet Russia and Tibet: The Debacle of Secret Diplomacy. Brill, Leiden — Boston, 2003. — 434 p.
- П. К. Козлов. Дневники Монголо-Тибетской экспедиции 1923—1926. (Ред.-сост. Т. И. Юсупова, сост. А. И. Андреев). Т. 30. СПб.: Наука, 2003. — 1038 с. — (Научное наследство).
- Храм Будды в Северной столице, rutracker .org/forum/viewtopic.php?t=3289227. — СПб.: Нартанг, 2004. — 221 с. ISBN 5-901941-14-4.
- Оккультист Страны Советов: Тайна доктора Барченко. М., 2004. — 366 с.
- Оккультисты Лубянки (совместно с В. И. Бережковым). М.: Издатель Быстров, 2006. — 507 с.
- Тибет в политике царской, советской и постсоветской России. (Russia and Tibet: A History of Tsarist, Soviet and Post-Soviet Policy) СПб.: Изд-во СПбУ — Нартанг, 2006. — 465 с.
- Среди людей и птиц. Орнитолог и путешественница Е. В. Козлова (1892—1975). Сборник материалов к 115-летию со дня рождения. Отв. ред. и состав. А. И. Андреев. СПб.: Нестор-история, 2007. — 134 с.
- Гималайское братство. Теософский миф и его творцы. Издательство Санкт-Петербургского университета, СПб., 2008[8]. — 433 c[9]. ISBN 978-5-288-04705-3.
- Санкт-Петербургский Дацан Гунзэчойнэй / The Saint-Petersburg Datsan Kunzechoinei (русско-английское издание) — СПб.: Нестор-история, 2012. — 80 с., илл. ISBN 978-5-02-025562-3.
- Российские экспедиции в Центральную Азию: Организация, полевые исследования, коллекции. 1870—1920-е гг. СПб.: Нестор-история, 2013. — 331 с.
- Tibet in the earliest photographs by Russian travelers, 1900—1901. Logo, Studio Orientalia, New Delhi, 2013. — 201 стр.
- The Myth of the Masters Revived. The Occult Lives of Nikolai and Elena Roerich. — BRILL (Eurasian Studies Library), 2014. — ISBN 9789004270435.
- Санкт-Петербургский буддийский храм в фотографиях В. А. Сансеро (1920—1924). СПб.: Изд-во А. А. Терентьева, 2017. — 96 стр.
- The Quest for Forbidden Lands: Nikolai Przhevalskii and his Followers on Inner Asian Tracks, Brill, Leiden, Boston, 2018. — 392 стр., илл., карты (Совместно с М. К. Басхановым и Т. И. Юсуповой).
- Россия и Тибет. История политических отношений. (XVIII — начало XXI в.) СПб.: Изд-во А. А. Терентьева («Нартанг»), 2020. — 567 стр. (Электронная книга).
- Буддийский храм в Санкт-Петербурге. Изд. 3-е, исправ. и доп. СПб.: Изд-е А.Терентьева («Нартанг»), 2020. — 288 стр.
- Навстречу неведомым мирам. СПб.: Изд-во А. Терентьева, 2020. — 216 с.

### Статьи, заметки
- Обитель Будды на севере России: Из истории буддийского храма в С.-Петербурге.* Краткая история буддийского храма. Дата обращения: 2 мая 2011. Архивировано из оригинала 29 января 2012 года.
- История первых фотографий Тибета и Лхасы.
- Серафимовское кладбище // Исторические кладбища Петербурга. Справочник-путеводитель. Изд-во Чернышова. СПб., 1993. — С. 521—533.
- Материалы о Центрально-Азиатской экспедиции Н. К. Рериха в востоковедных архивах Лондона // Рериховский Вестник. Вып. 5. 1992. Извара СПб. М., 1992. С. 77—78.
- Почему русского путешественника не пустили в Лхасу. Новые материалы о Монголо-Тибетской экспедиции П. К. Козлова 1923—1926 гг. // Ариаварта. Историко-научный, литературно-философский журнал. СПб., 1996. С. 199—223.
- Контакты П. К. Козлова с зарубежными учёными и научными организациями в период Монголо-Тибетской экспедиции, 1923—1926 гг. // Наука и техника: вопросы истории и теории. Тезисы годичной конференции… Вып. XV. СПб., 1999. С. 155—156.
- А. Сент-Ив д’Альвейдр: «Я постиг закон синархии …» (послесловие к переизданию русского перевода книги «Миссия Индии в Европе») // Сент-Ив д’Альвейдр, Рене Генон. Между Шамбалой и Агартой: Оракулы великой тайны. М.: Яуза — ЭКСМО, 2005. С. 164—184.
- А. Д. Симуков. Зоологические заметки по маршруту Южной партии Монголо-Тибетской экспедиции Г. Г. О. под начальством П. К. Козлова. 1925—1926. Подготовка к печати и комментарий. Послесловие: А. Д. Симуков. «Зоологические заметки» // А. Д. Симуков. Труды о Монголии и для Монголии. Т. 3 (часть 1). Сост. Юкки Конагая, Санжаасурэнгийн Баяраа, Ичинхор-лоогийн Лхагвасурэн. Осака: Гос. музей этнологии, 2008. С. 5—36.
- Оккультизм и мистика в жизни и творчестве Н. К. и Е. И. Рерих / Рерихи: Мифы и факты. Сб. ст. под ред. А. И. Андреева, Д. Савелли. — СПб.: Нестор-История, 2011. — С. 57—107.
- Дневники Э. Лихтман: Рерихи в Кулу (1929—1934) / Рерихи: Мифы и факты. Сб. ст. под ред. А. И. Андреева, Д. Савелли. — СПб.: Нестор-История, 2011. — С. 108—154.